# 贵州省第二工业学校
贵州省第二工业学校是一所曾经存在的高等院校。

## 历史
1963年由贵州省交通学校、贵州省化工学校、贵州省轻工学校合并成立的，下设五个专业，1965年约有学生1000人，1970年撤销。原址在贵州省贵阳市乌当区野鸭塘，学校撤销后在原址另建邮电工厂。